# Богдан Хмелницки (вулкан)
Богдан Хмелницки (Минамичирипу, Южен Чирип) (на руски: Богдан Хмельницкий; на японски: 散布山) е активен стратовулкан в централната част на остров Итуруп, принадлежащ към веригата на Южните Курилски острови, Сахалинска област на Русия. Островът се намира на 230 км от Хокайдо и е обект на териториален спор между Русия и Япония. В съответствие с Конституцията на Руската федерация, островът е част от територията на Русия, а според административно-териториалното деление на Япония той е част от окръг Немуро, префектура Хокайдо в Япония.

## Описание
Масивът на Богдан Хмелницки се слива с този на съседния вулкан Чирип (Чирипусан, Китачирипусан). Двата заедно образуват Двугърбия хребет на западното крайбрежие на острова, разположен на полуостров Чирип, който се вдава в Охотско море. Разстоянието между върховете им е 4 км. Богдан Хмелницки и Чирип са припокриващи се стратовулкани, възникнали през Холоцена – Богдан Хмелницки в южната част на полуострова, а Чирип – в северната. Вулканът носи името на украинския казашки хетман, пълководец, дипломат и държавник Богдан Хмелницки.
Потоците от лава, изтекли от двата вулкана, са пресечени от голяма 4 км широка и 500 м дълбока седловина. Разположена е в западната част на полуострова на 1100 м надморска височина. И в двете структури доминират базалтовите скали, наслоени над базалто-андезитни и андезитни продукти. Срещат се и малки количества от дацит. Лавата, изригнала от двата вулкана, е доминиращо базалтова, което е необичайно за вулкани от зоната на субдукция, където една тектонска плоча се подпъхва под друга. Във фенокристалите на Богдан Хмелницки преобладават лабрадор, авгит и малко хиперстен.
Вулканът представлява пирокластичен конус с височина 1587 м над морското равнище. По други данни височината е 1589 м. На върха се виждат силно ерозирали останки от стар кратер, намиращ се непосредствено до извора на река Южен Чирип. На 300 м югозападно от него и на 40 м надолу е оформен по-млад, плитък кратер с диаметър 250 – 270 м и дълбочина 30 – 35 м. В него е разположено малкото езеро Затерянное (Загубено), плод на последното изригване. Диаметърът му е около 100 м, а дълбочината – 25 м. В околностите му е отложена шлака и са разпръснати лапили и вулканични бомби с повърхност тип „хлебна кора“.
Лавовите потоци от Богдан Хмелницки се изливат на изток и запад и достигат до Охотско море. В западна посока са прекъснати от остър брегови откос, а на изток те образуват нос Консервни. Съдейки по разположението им, в района на извора на река Южен Чирип е имало още един или два неголеми лавови конуса.

## Активност
Последната известна ерупция е протекла през 1860 г., без да е съвсем ясно кой от двата вулкана се е активизирал. Изригването е станало с Вулканичен експлозивен индекс = 2, по-скоро на югоизток от кратера на Богдан Хмелницки.
Днес се наблюдава фумаролна активност, изявена по югоизточния склон на вулкана. По всяка вероятност тектонските движения продължават понастоящем, което се доказва от случайни плитки земетресения в района на вулканите и целия полуостров, регистрирани често от близката сеизмична станция „Курилск“.